# Bob Club Cortina
Il Bob Club Cortina è l'associazione sportiva di questa disciplina che vanta il primato di bob club ancora attivo più antico d'Italia, oltre ad essere il club con più titoli italiani complessivi (32, di cui 15 nel bob a due e 17 nel bob a quattro).
Il club venne fondato nel 1948 da Federico Terschak, Sisto Gillarduzzi, Guido Gillarduzzi, Uberto Gillarduzzi, Amedeo Angeli e Francesco De Zanna, mentre il primo presidente del Bob Club Cortina fu Romeo Manaigo ed il primo segretario fu Guido Fassina. L'attuale presidente del club è Gianfranco Rezzadore.

## Palmarès
Palmarès degli sportivi e delle squadre affiliate al Bob Club Cortina
 Olimpiadi 
- 2 medaglie d'oro (nel bob a due e nel bob a quattro nel 1968).
- 2 medaglie d'argento (nel bob a due e nel bob a quattro nel 1956).
- 1 medaglia di bronzo (nel bob a quattro nel 1964).

Mondiali
- 10 medaglie d'oro nel bob a due (1954, 1957, 1958, 1959, 1960, 1961, 1963, 1966, 1968, 1971).
- 3 medaglie d'oro nel bob a quattro (1960, 1961, 1968).

Europei
- 1 medaglia d'oro (1970).

Europei juniores
- 1 medaglia d'oro (1969).

Campionati italiani
- 15 titoli italiani di bob a due (1949, 1950, 1953, 1955, 1957, 1958, 1959, 1961, 1964, 1966, 1967, 1969, 1981, 1985, 2011).
- 17 titoli italiani di bob a quattro (1949, 1954, 1959, 1964, 1965, 1966, 1967, 1980, 1986, 1988, 1991, 1997, 1998, 1999,  Campionati italiani di Bob 2005), 2006), Campionati italiani di bob 2008)